# Casey Hayward
Casey Hayward Jr. (* 9. September 1989 in Perry, Georgia) ist ein ehemaliger US-amerikanischer American-Football-Spieler. Er spielte auf der Position des Cornerbacks zuletzt für die Atlanta Falcons in der National Football League (NFL). Zuvor war er bereits bei den Green Bay Packers, den San Diego/Los Angeles Chargers und den Las Vegas Raiders unter Vertrag.

## College
Hayward, der schon früh großes sportliches Talent erkennen ließ – so zeigte er in der Highschool auch als Leichtathlet herausragende Leistungen – besuchte die Vanderbilt University und spielte für deren Team, die Commodores, auf unterschiedlichen Positionen der Defense erfolgreich College Football. Insgesamt konnte er 198 Tackles setzen und drei Pässe verteidigen. Darüber hinaus gelangen ihm 15 Interceptions sowie ein Touchdown.

## NFL

### Green Bay Packers
Hayward wurde im NFL Draft 2012 in der zweiten Runde als insgesamt 62. Spieler von den Green Bay Packers ausgewählt. In seiner Rookie-Saison kam er in allen Partien zum Einsatz, sieben Mal sogar als Starter. In der folgenden Spielzeit konnte er wegen einer hartnäckigen Oberschenkelverletzung nur in drei Spielen auflaufen. 2014 gelang ihm gegen die Carolina Panthers sein erster Touchdown.

### San Diego / Los Angeles Chargers
2016 wechselte er zu den San Diego Chargers, bei denen er einen Dreijahresvertrag über 15,3 Millionen US-Dollar unterschrieb. Für sein neues Team legte Hayward gleich seine beste Saison hin. Mit seinen sieben Interceptions war er in dieser Kategorie der erfolgreichste Spieler der gesamten Liga, weswegen er auch erstmals in den Pro Bowl berufen wurde.
Nach der Saison 2020 entließen die Chargers Hayward.

### Las Vegas Raiders
Am 4. Mai 2021 unterschrieb Hayward einen Vertrag bei den Las Vegas Raiders.

### Atlanta Falcons
Im März 2022 einigte Hayward sich mit den Atlanta Falcons auf einen Zweijahresvertrag. Verletzungsbedingt kam er nur in sechs Spielen zum Einsatz, in denen er eine Interception fing und zwei Pässe abwehrte. Im April 2023 wurde Hayward nach einer Saison von den Falcons entlassen.